# Stará Putim
Stará Putim je rybník nacházející se na bezejmenném pravostranném přítoku Blanice, nedaleko jihočeské Putimi. Je prvním rybníkem putimské kaskády rybníků. Nachází se v katastru písecké části Hradiště. Jeho hráz tvoří silnice druhé třídy číslo 140 Písek-Bavorov a zároveň také hranice katastru mezi Hradištěm a jinou městskou částí Smrkovice. Navazuje rybník zvaný Prostřední Putim. Rybník má podlouhlý tvar s laloky. Je orientován zhruba východozápadním směrem s drobným skosením na jih, hráz je orientována severo-jižním směrem. Je dlouhý asi 610 metrů, a je asi 200 m široký. Jeho západní břehy jsou podmáčeny. Je napájen potokem, přitékajícím ze severu od Smrkovic. Odtéká stavidlem a přepadem do Prostřední Putimi. Jedná se o chovný rybník. V jeho okolí se nalézají pole a louky, hráz je porostlá stromy a tvoří ji asfaltová silnice. Rybník vznikl před rokem 1843.

## Galerie

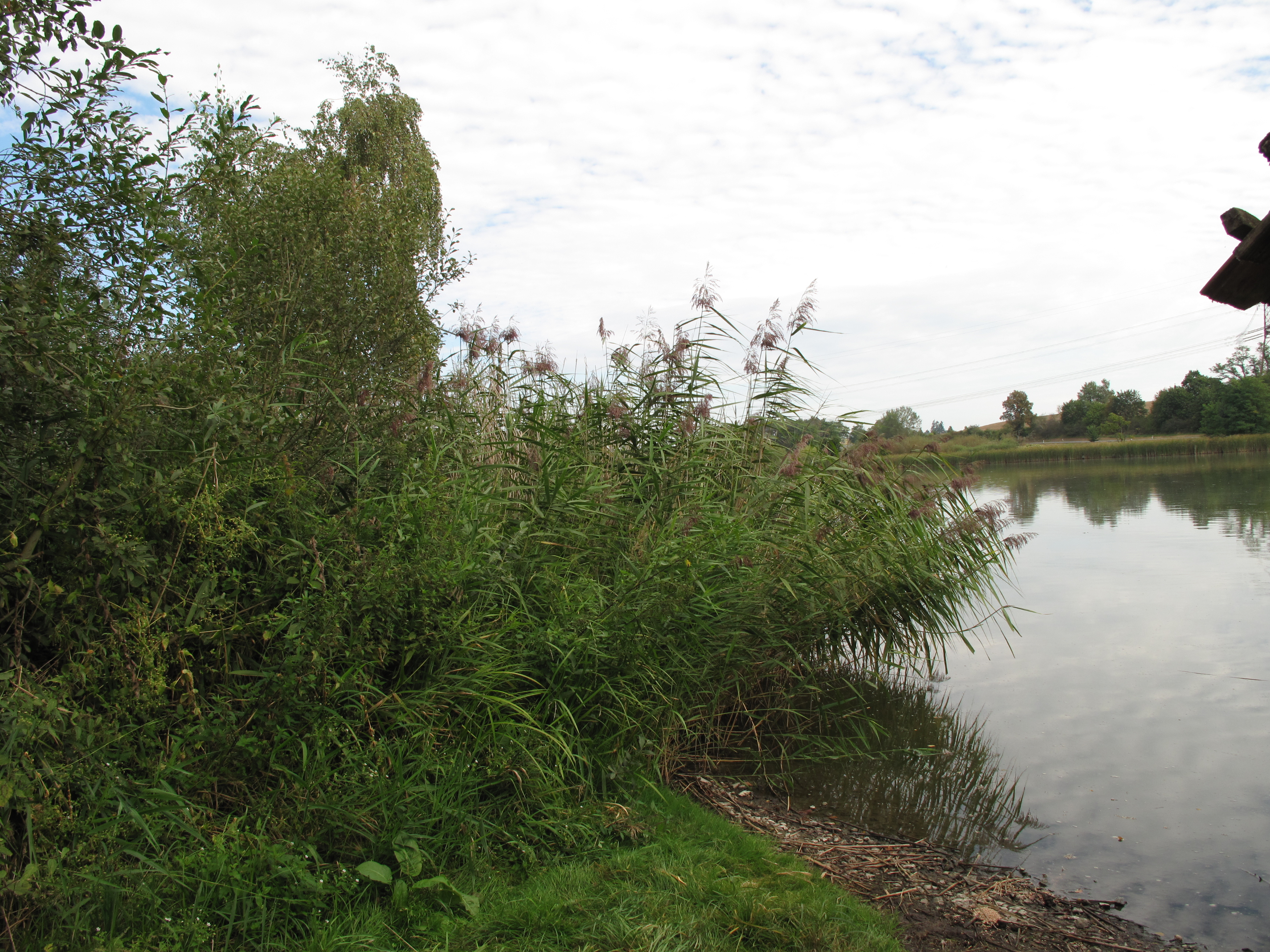
Pobřežní rákosiny
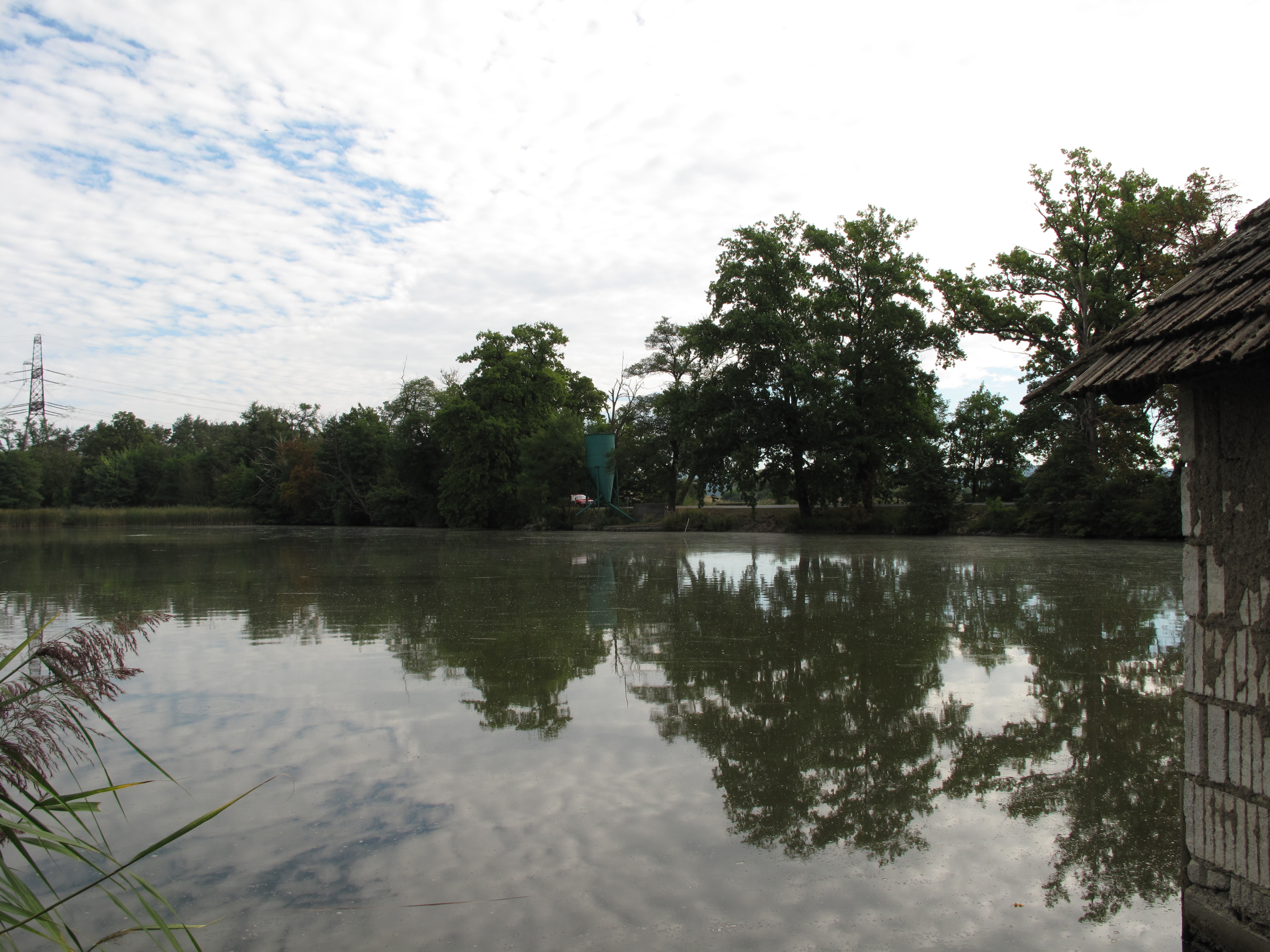
Hráz ze břehu
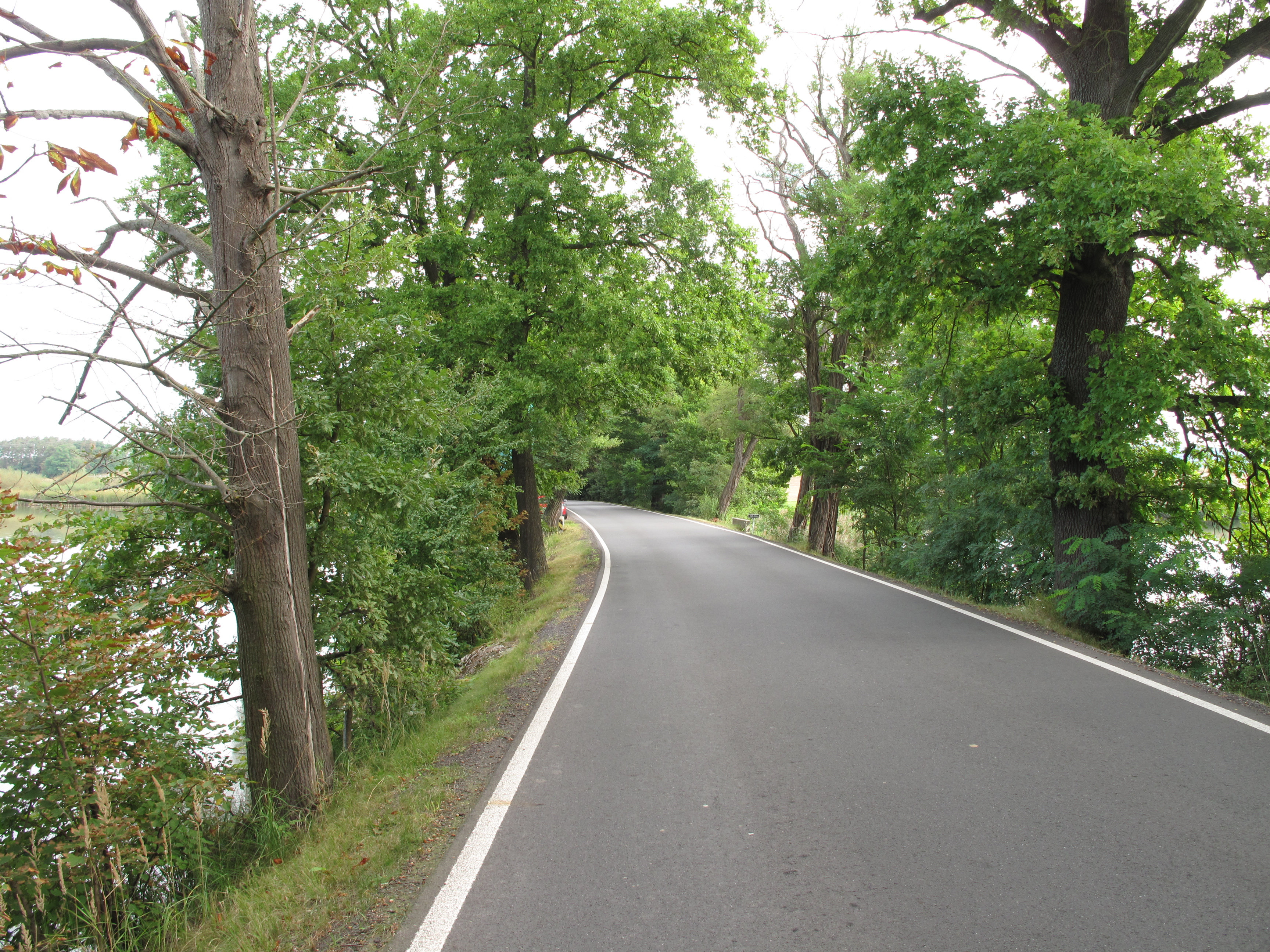
Silnice na hrázi
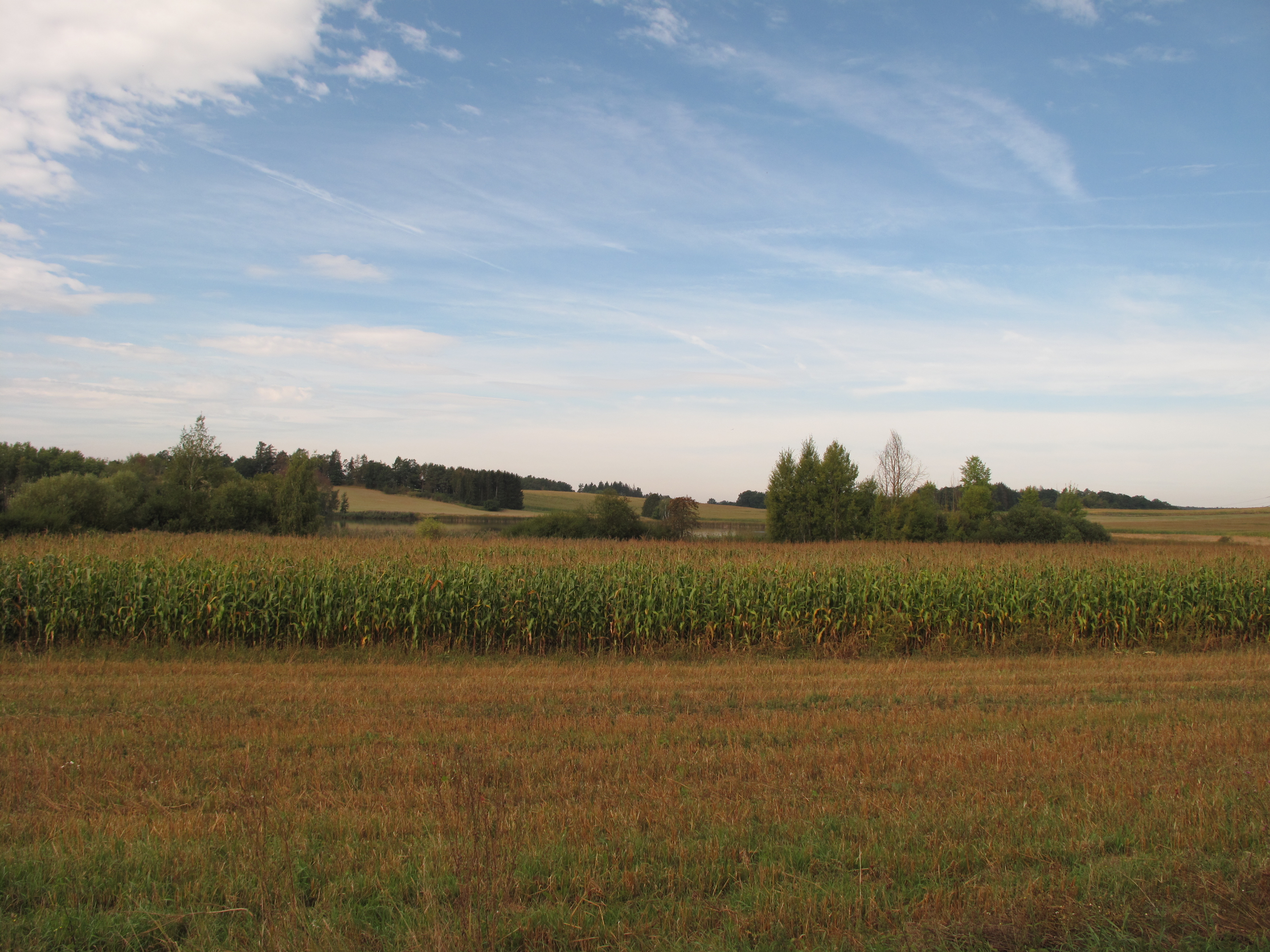
Pohled zdálky, stromy na břehu
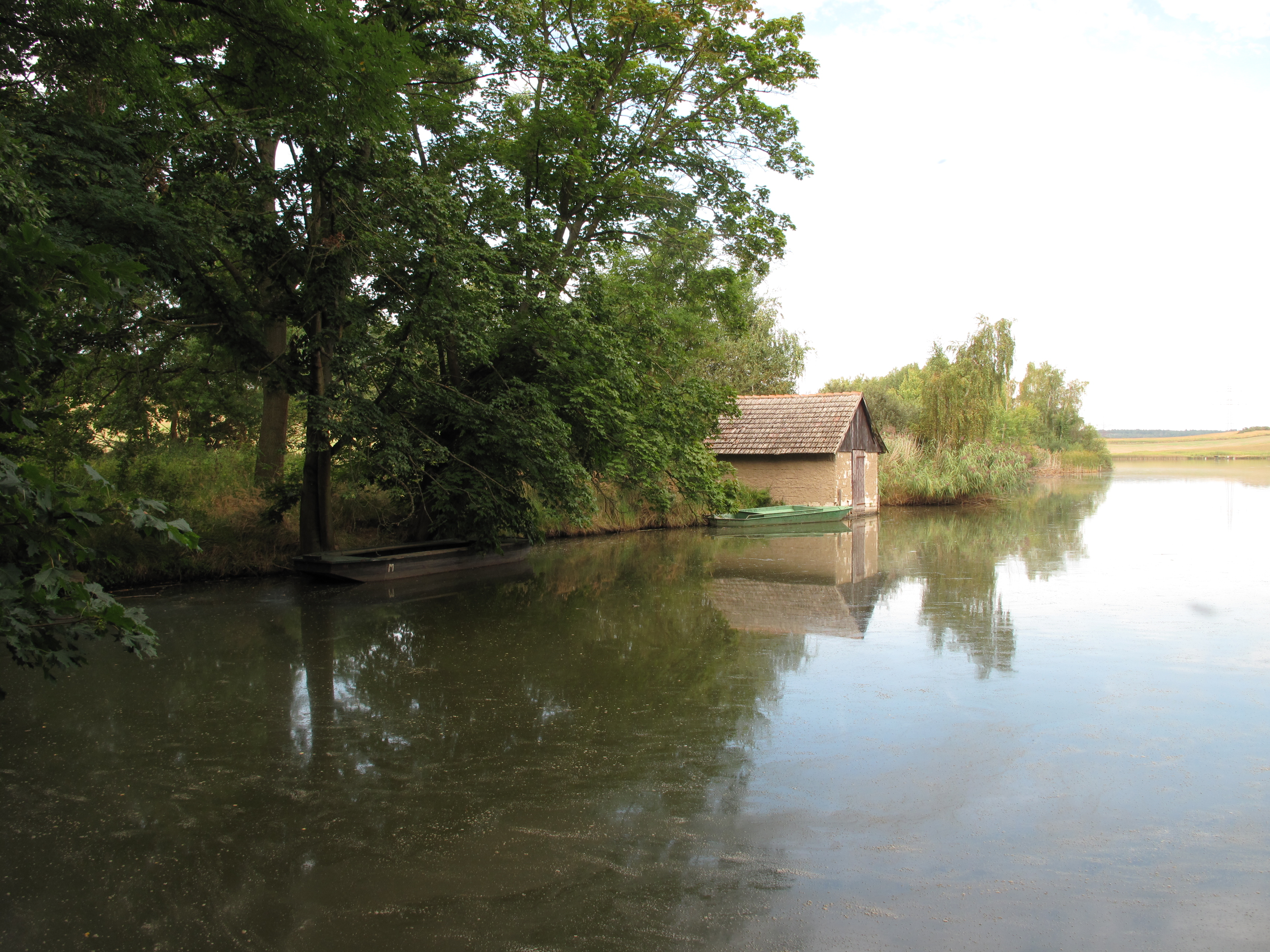
Lodě na břehu
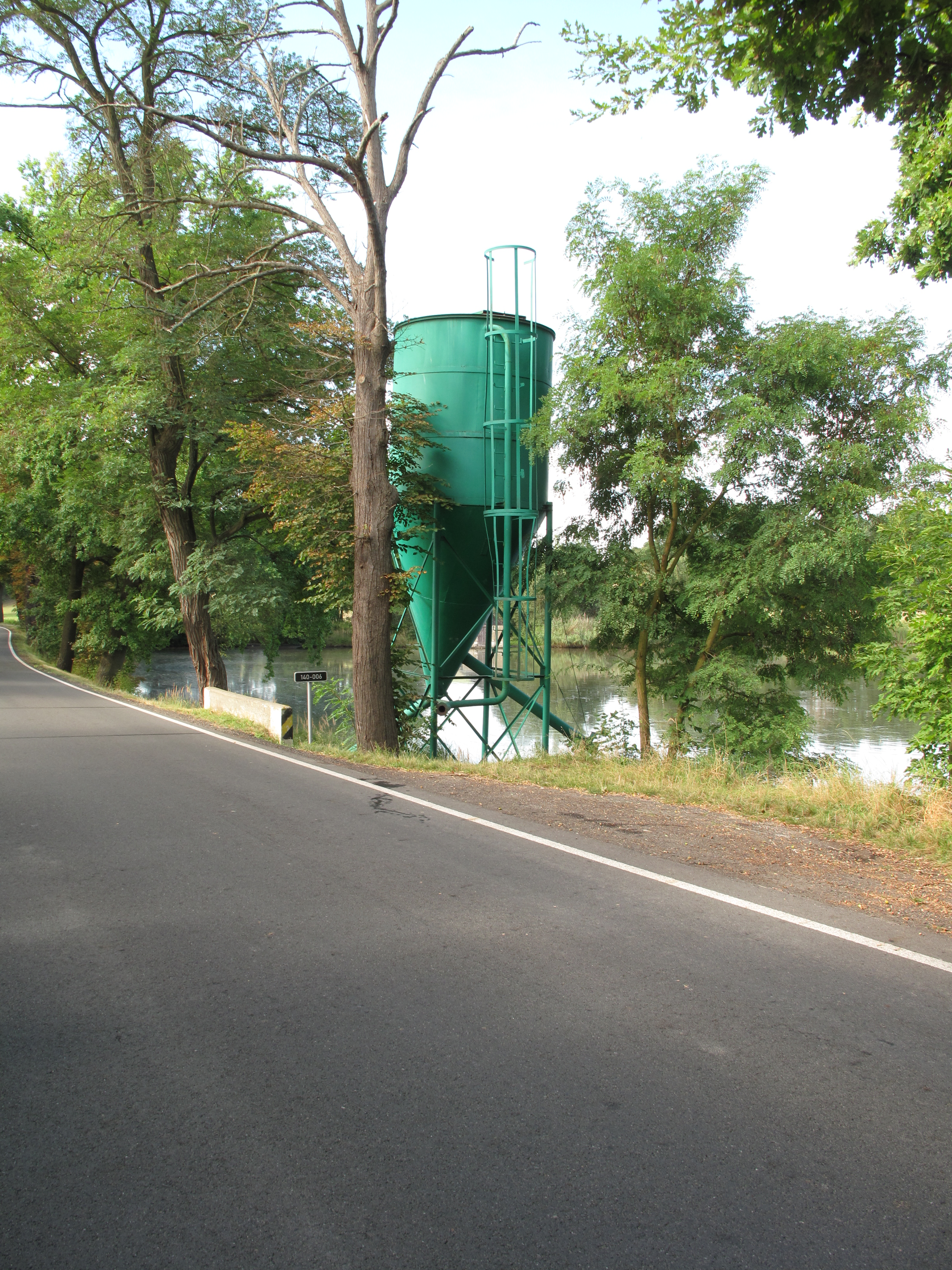
Silo na krmivo